# Hjalmar Nathorst
Hjalmar Otto Nathorst (10. september 1821 – 7. marts 1899) var en svensk landøkonom, søn af Johan Theofil Nathorst, far til Alfred Gabriel Nathorst. 
1841—42 gennemgik han Degebergs Landbrugsinstitut, studerede i de følgende år landbrug i Tyskland og Schweiz, bestyrede efter sin hjemkomst forskellige landbrugsskoler, udnævntes 1861 til forstander for landbrugsinstituttet på Alnarp og 1867 til sekretær i "Malmöhus läns hushållningssällskap". Både på Alnarp og i husholdningsselskabet, hvor han virkede henholdsvis til 1886 og 1897, udfoldede han en betydelig virksomhed. Som faderen var han en alsidig interesseret mand, der har slået til lyd og været talsmand for de fleste af de fremskridt, der har karakteriseret svensk landbrug i 19. århundrede. Han var utrættelig som foredragsholder, original forfatter — hans hovedværk er Allmän husdjursskötsel — og oversætter, han virkede energisk for oprettelsen af 
gødnings- og roesukkerfabrikker, han rejste meget og søgte at overføre til Sverige, hvad han fandt godt og passende. Men hans interesser spændte over så meget, at han umulig kunde være hjemme i det alt, og undertiden bristede det for ham, hvad virkelig indsigt og sagkundskab angik.